# Блакитна свиня
«Блакитна свиня» (біл. «Блакітны свін») — літературна премія, що була заснована «Літературним передмістям» у 2006 році. Нагороду присуджують за «нонконформізм і вміння підтримувати творче „я“».

## Опис
Єдина білоруська літературна антигламурна премія, заснована спільнотою «Літературне передмістя» у 2006 році, яка присуджується за нонкформізм.
Нагорода — це диплом, на якому на тлі блакитного неба розміщено зображення п'ятачка. Зміст додаткового призу визначається голосуванням.

## Лауреати
| Рік  | Автор/Авторка                                   | Заслуга |
| ---- | ----------------------------------------------- | --- |
| 2006 | Аксана Спринчан                                 | — |
| 2007 | Віктор Іванов                                   | — |
| 2008 | Микола Кондратов                                | — |
| 2009 | Маргарита Олешкевич                             | — |

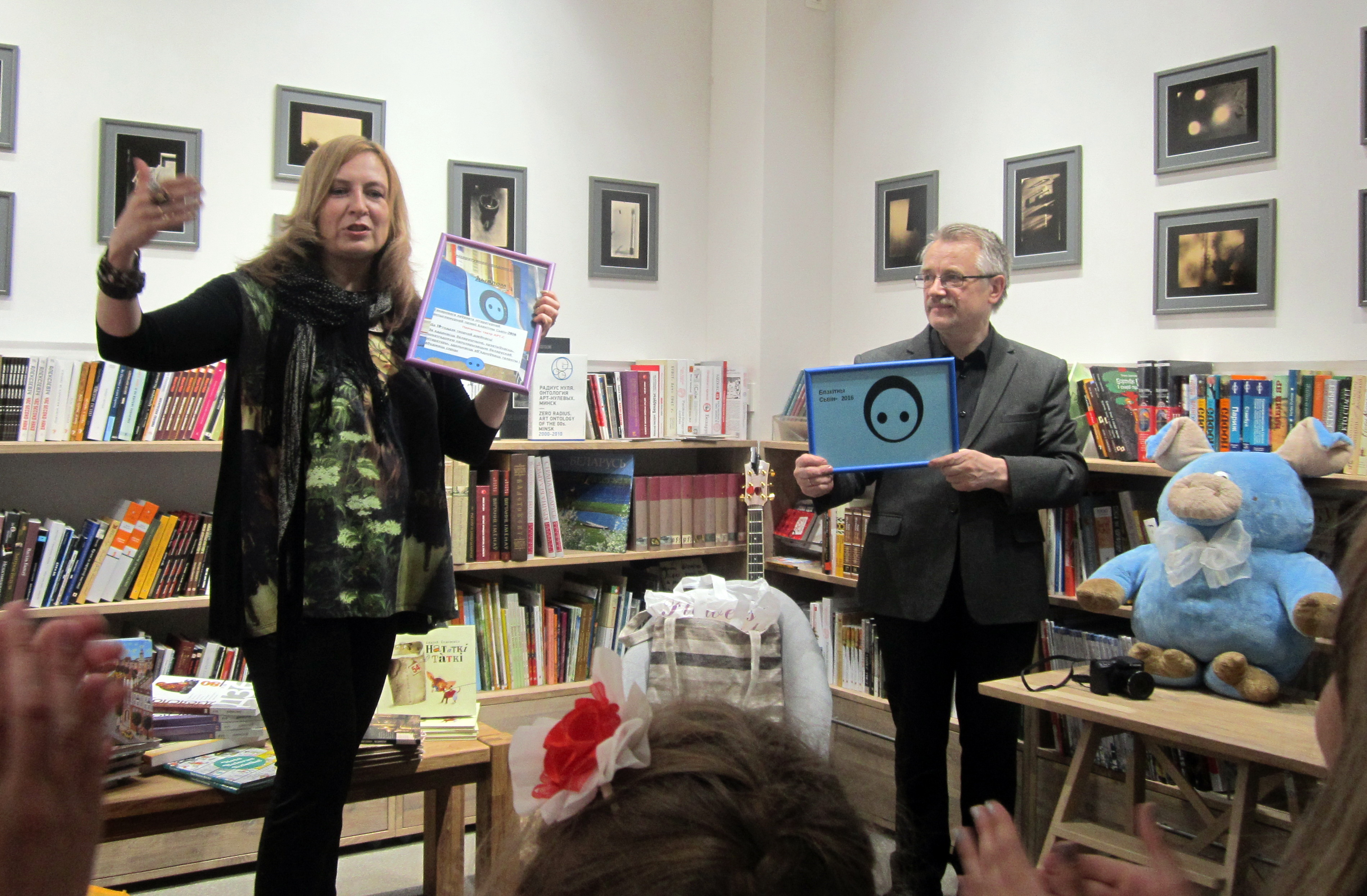
Нагородження переможців премії 2016 року. (ліворуч — Людмила Рублевська; праворуч — Віктор Шніп)

| 2010 | 1. Віка Тренас 2. Петро Васюченко               | 1. За пропаганду білоруської літератури 2. Почесний переможець «Блакитна свиня». За створення нової білоруської міфології |
| 2011 | 1. Наталка Кучмель 2. Георгій Барташ            | 1. За виховання літературного смаку в молодих поетах, нонконформізм і творчу сумлінність 2. Почесний переможець «Блакитна свиня» |
| 2012 | Юлія Новік                                      | — |
| 2013 | Премія не вручалась                             | Премія не вручалась |
| 2014 | Премія не вручалась                             | Премія не вручалась |
| 2015 | Премія не вручалась                             | Премія не вручалась |
| 2016 | 1. Ярош Малішевський 2. Поетичний театр «Арт.С» | 1. За цікаві проєкти, проведені в цьому році, чудовні пісні, популяризацію білоруської поезії, білоруської історії та білоруської музики. 2. Почесний переможець «Блакитна свиня». За відданість Білорусі, креативність, популяризацію білоруської літератури, вміння об’єднувати таланти та будити серця |
| 2017 | 1. Павло Дорохін 2. Регіна Богомолова           | 1. За цикл концертів, у яких поєднується поезія, музика та візуальність. 2. Почесний переможець «Блакитна свиня». За підтримку молодих білоруських письменників. |
| 2018 | 1. Наста Грищук 2. Михайло Барановський         | 1. За проєкт «Haroshak.by». 2. Почесний переможець «Блакитна свиня». |
| 2019 | Премія не вручалась                             | Премія не вручалась |
| 2020 | Премія не вручалась                             | Премія не вручалась |
| 2021 | Премія не вручалась                             | Премія не вручалась |
| 2022 | Премія не вручалась                             | Премія не вручалась |